# 7. Jagd-Division
La 7. Jagd-Division (7e division de chasse aérienne) a été l'une des principales divisions de la Luftwaffe allemande durant la Seconde Guerre mondiale.

## Création et différentes dénominations
Cette division a été formée le 15 septembre 1943 à Schleissheim à partir de la 5. Jagd-Division. En mai 1945, la division est dissoute.

## Commandement

Drapeau du commandant d'une division aérienne

| Début             | Fin              | Grade           | Nom                         |
| ----------------- | ---------------- | --------------- | --------------------------- |
| 15 septembre 1943 | 4 novembre 1943  | Generalleutnant | Walter Schwabedissen        |
| ?                 | ?                | ?               | ?                           |
| 6 février 1944    | 30 novembre 1944 | Generalleutnant | Joachim-Friedrich Huth (en) |
| ?                 | ?                | ?               | ?                           |
| 10 avril 1944     | 30 avril 1944    | Generalmajor    | Karl Hentschel              |

## Chef d'état-major
| Début | Fin | Grade | Nom |
| ----- | --- | ----- | --- |
| ?     | ?   | ?     | ?   |

## Flakeinsatzführer
| Début           | Fin             | Grade  | Nom               |
| --------------- | --------------- | ------ | ----------------- |
| ?               | ?               | ?      | ?                 |
| 20 mars 1944    | 27 janvier 1945 | Oberst | Friedrich Sigmund |
| 28 janvier 1945 | Mai 1945        | Oberst | Hermann Rudhardt  |

## Quartier général
Le quartier général se déplace suivant l'avancement du front.
| Début          | Fin            | Ville               |
| -------------- | -------------- | ------------------- |
| Septembre 1943 | 2 octobre 1944 | Schleissheim        |
| 2 octobre 1944 | Avril 1945     | Pfaffenhofen am Inn |
| Avril 1945     | Mai 1945       | Zell am See         |

## Rattachement
| Septembre 1943 - Janvier 1945 |  | I. Jagdkorps            |
| Janvier 1945 - Avril 1945     |  | IX. (J) Fliegerkorps    |
| Avril 1945 - Mai 1945         |  | Luftwaffenkommando West |

## Unités subordonnées
- Jagdfliegerführer Ostmark : Septembre 1943 - Juin 1944
- Jagdabschnittsführer Mittelrhein : 1944 - Mars 1945
- Luftnachrichten-Regiment 217
- Luftnachrichten-Regiment 227
- Luftnachrichten-Regiment 237